# Žučkovac
Žučkovac (cyr. Жучковац) – wieś w Serbii, w okręgu zajeczarskim, w gminie Sokobanja. W 2011 roku liczyła 422 mieszkańców.